# Козин (Волынская область)
Козин (укр. Козин) — село в Рожищенской городской общине Луцкого района Волынской области Украины.
До 2020 года входило в Рожищенский район.
Население по переписи 2001 года составляет 391 человек. Занимает площадь 0,092 км².
Код КОАТУУ — 0724585603. Почтовый индекс — 45123. Телефонный код — 3368.